# Charles Gondouin
Charles Gondouin (* 21. August 1875 in Paris; † 24. Dezember 1947 ebenda) war ein französischer Rugby-Union-Spieler und -Schiedsrichter, Tauzieher und Sportjournalist.

## Leben
Der Gedrängehalb spielte lange mit Frantz Reichel beim Racing Club de France, mit dem er 1900 und 1902 französischer Meister wurde. Bei den Olympischen Spielen 1900 wurde er mit der französischen Rugby-Mannschaft Olympiasieger, zudem gewann er die Silbermedaille im Tauziehen. 1914 leitete er als Schiedsrichter das letzte Endspiel um die französische Rugbymeisterschaft vor dem Ersten Weltkrieg sowie auf Einladung des englischen Verbandes ein Spiel zwischen den Auswahlen der Universitäten von Oxford und Cambridge.

## Werke
- Le football; Rugby, américain, association. P. Lafitte, Paris 1910.